# Lego Duplo
Duplo är en produktserie från Lego, med byggklossar dubbelt så stora som vanliga legobitar. Duplo riktar sig till barn som är mellan två och sex år gamla, och kom ut första gången 1969. Duplobitar och vanliga bitar går att använda tillsammans.